# Oratorio della Natività di Maria Santissima e San Carlo
L'ex oratorio della Natività di Maria Santissima è stato un luogo di culto cattolico situato nel comune di Masone, in piazza Oratorio, nella città metropolitana di Genova. È attualmente adibito ad attività pastorali dell'Arciconfraternita Natività di Maria SS. e San Carlo e a sala polivalente 

## Storia e descrizione
L'antico oratorio, oggi sconsacrato, è inserito nel nucleo storico del borgo di Masone, a breve distanza dalla porta di ingresso del Seicento. Fu eretto nel 1665 dalla locale confraternita, quest'ultima tutt'oggi presente (nel nuovo oratorio, ex parrocchiale) e di sua proprietà. Al suo interno sono presenti alcune decorazioni e stucchi risalenti all'ultimo trentennio del XVIII secolo.
La confraternita si è spostata durante la seconda guerra mondiale nell'attuale sede, visto che le truppe tedesche avevano requisito l'oratorio per accamparsi. I classici "banchi" dei confratelli, lungo le pareti, furono distrutti e dati alle fiamme per riscaldarsi. Quando i tedeschi si ritirarono la confraternita, considerate le condizioni dell'oratorio,  continuò ad officiare nella ex parrocchia.
Successivamente l'oratorio fu diviso in lotti e adibito a magazzino. Dopo anni i confratelli vi allestirono un cinema che non durò molto, e negli anni sessanta del Novecento una rinomata fabbrica di Masone chiese di poter usufruire del locale per la lavorazione della pelle.
Infine, fino agli anni novanta questo oratorio è stato sede dell'Associazione Pro Castello, organizzatrice di rappresentazioni e cortei medioevali. Attualmente l'oratorio (detto Oratorio fuori porta poiché fu costruito fuori dalle mura del borgo) è utilizzato per le attività pastorali dell'Arciconfraternita Natività di Maria SS.e San Carlo e come sala polivalente (per usufruirne è necessario richiederne la disponibilità all'Arciconfraternita stessa).